# شواباخ
شهر شواباخ (به آلمانی: Schwabach) در ایالت بایرن در کشور آلمان واقع شده‌است.